# 忌部神社 (松江市)
忌部神社（いんべじんじゃ）は島根県松江市東忌部町にある神社である。明治末までは大宮神社と称していた。

## 祭神
天太玉命を主祭神とし、日御碕神社から勧請したとされる天照大御神と春日大社から勧請したとされる天児屋根命を配神として、その他22柱をあわせて祀っている。

## 歴史
鎮座地のある地域は『出雲国風土記』意宇郡条に記載された忌部神戸に属していた。当社に残された古記録によると、かつては三社大宮大明神と呼ばれ忌部地域の中心的な神社であったが、平安時代末期ごろから総社大宮三所大明神と呼ばれ郷内の総鎮守となったとされる。また同地域には式内社の久多美神社も鎮座しており、中世に大宮の末社になったと考えられる。
明治44年（1911年）の神社合祀政策によって大宮神社が村社久多美神社、無格社素鵞神社、七次神社、山智神社を合祀して新たに村社忌部神社として設立された。昭和6年（1931年）に郷社に昇格した。

## 文化財
忌部神戸において作られていたと考えられる勾玉や管玉およびそれらの生産に使われた砥石などが奉納されており、それらは昭和39年（1964年）に松江市より「上代玉作関係遺物」として有形文化財の指定を受けている。